# Великий Медичи: рыцарь войны
«Великий Медичи: рыцарь войны» (итал. Il mestiere delle armi) — кинофильм режиссёра Эрманно Ольми, вышедший на экраны в 2001 году. Фильм рассказывает о последних днях жизни знаменитого итальянского военачальника Джованни де Медичи.

## Сюжет
Северная Италия, ноябрь 1526 года. Армия императора Священной Римской империи Карла V вторгается во владения Папы Римского Климента VII, немецкий генерал Георг фон Фрундсберг собирается повесить понтифика на веревке, свитой из золота. Ему оказывает яростное сопротивление бесстрашный воин Джованни де Медичи во главе своего знаменитого отряда «Черные повязки». Под покровом ночи, в стужу и ненастье он внезапно и безжалостно нападает на превосходящего количественно врага, имеющего в своем арсенале новое, мощное оружие — пушки.
Сражаясь в эпоху знаменитых оружейников и военачальников, все больше полагающихся на силу огня и пороха, а не на прочность стального клинка, капитан Медичи упорно преследует войска захватчика, не подозревая о том, что предательство расчетливых итальянских дворян, сыграет роковую роль не только в печальном будущем его родины, но и в его трагической судьбе.

## В ролях
- Христо Живков — Джованни де Медичи
- Серджо Грамматико — Федерико II Гонзага
- Димитр Рачков — Лукантонио Куппано
- Фабио Джуббани — Маттео Кузастро
- Саша Вуличевич — Пьетро Аретино
- Десислава Тенекеджиева — Мария Сальвиати де Медичи
- Сандра Чеккарелли — мантуанская донна
- Джанкарло Белелли — Альфонсо I д’Эсте
- Николаус Морас — Георг фон Фрундсберг

## Награды и номинации
- 2001 — участие в основном конкурсе Каннского кинофестиваля
- 2001 — номинация на премию «Золотая лягушка» фестиваля кинооператорского искусства Camerimage (Фабио Ольми)
- 2001 — 2 номинации на премию European Film Awards: лучший режиссёр (Эрманно Ольми) и лучшая операторская работа (Фабио Ольми)
- 2001 — 3 премии «Серебряная лента» Итальянского национального синдиката киножурналистов: лучшая операторская работа (Фабио Ольми), лучшие костюмы (Франческа Сартори), лучшая работа художника (Луиджи Маркионе); а также номинация за режиссуру (Эрманно Ольми)
- 2002 — 9 премий «Давид ди Донателло»: лучший фильм (Роберто Чикутто, Луиджи Музини, Эрманно Ольми), лучший режиссёр (Эрманно Ольми), лучший продюсер (Роберто Чикутто, Луиджи Музини, Эрманно Ольми), лучший сценарий (Эрманно Ольми), лучшая операторская работа (Фабио Ольми), лучший монтаж (Паоло Коттиньола), лучшая музыка (Фабио Вакки), лучшие костюмы (Франческа Сартори), лучшая работа художника (Луиджи Маркионе)